# 알리 마이클
알리 마이클(Ali Michael, 1990년 5월 15일 ~ )은 미국의 모델이다.